# 福岡県道234号求菩堤椎田線
福岡県道234号求菩堤椎田線（ふくおかけんどう234ごう くぼてしいだせん）は、福岡県築上郡築上町を通る一般県道である。

## 概要
坂本から築上町役場までは福岡県道233号日出野椎田線の重複。築上町奈古・日奈古・極楽寺の集落を結ぶ片側1車線の道路である。日奈古で京築広域農道と接続し、極楽寺からは幅員が減少し、離合困難な個所もある。なお県道名は求菩堤椎田線となっているが、築上町極楽寺の娯楽施設「ビラ・パラディ」付近で切れており、豊前市求菩堤へ抜けることはできない。

### 路線データ
- 起点：福岡県築上郡築上町大字極楽寺
- 終点：福岡県築上郡築上町大字椎田（築上町役場前交差点、国道10号交点、福岡県道233号日出野椎田線終点）

## 路線状況

### 重複区間
- 福岡県道233号日出野椎田線（築上郡築上町大字坂本 - 築上郡築上町大字椎田（終点））

## 地理

### 通過する自治体
- 築上郡築上町

### 交差する道路
| 交差する道路                                    | 交差する場所 | 交差する場所              |
| ----------------------------------------------- | ------------ | ------------------------- |
| 京築広域農道                                    | 大字極楽寺   |                           |
| 福岡県道233号日出野椎田線 重複区間起点          | 大字坂本     |                           |
| 福岡県道58号椎田勝山線                          | 大字坂本     | 坂本交差点                |
| 福岡県道238号豊津椎田線                         | 大字椎田     |                           |
| 国道10号 福岡県道233号日出野椎田線 重複区間終点 | 大字椎田     | 築上町役場前交差点 / 終点 |

### 交差する鉄道
- 日豊本線

### 沿線
- 築上町役場